# Manchester United F.C. 4–3 Manchester City F.C. (2009)
Trận đấu giữa Manchester United và Manchester City trong mùa giải Giải bóng đá Ngoại hạng Anh 2009-10 được diễn ra vào ngày 20 tháng 9 năm 2009 tại Old Trafford. Đây là trận Derby Manchester thứ 153 giữa hai đội. Manchester United đã giành chiến thắng 4-3 với bàn thắng muộn từ Michael Owen trong thời gian hiệp hai. Wayne Rooney mở tỉ số nhưng một sai lầm từ Ben Foster đã giúp Gareth Barry gỡ hoà cho Man City. Hai bàn thắng của Darren Fletcher và Craig Bellamy đưa trận đấu tới tỷ số hoà 3-3 trong những phút cuối trận trước khi Owen ghi bàn ấn định chiến thắng cho đội chủ nhà ở phút 90+6. Trận đấu đã chứng kiến sự trở lại của tiền đạo Carlos Tevez tại Old Trafford sau khi rời khỏi Man United vào mùa hè năm đó.
Sau trận đấu, huấn luyện viên United Alex Ferguson nhận xét: "có lẽ [...] đây là trận derby hay nhất mọi thời đại". Vào tháng 5 năm 2012, trận đấu được bình chọn là trận hay nhất hai thập kỷ đầu tiên của Premier League trong Giải thưởng 20 năm Giải bóng đá Ngoại hạng Anh.

## Chi tiết

### Kết quả
| Manchester United                          | 4–3      | Manchester City              |
| ------------------------------------------ | -------- | ---------------------------- |
| Rooney 2' · Fletcher 49', 80' · Owen 90+6' | Chi tiết | Barry 16' · Bellamy 52', 90' |

| Manchester United | Manchester City |

| TM                | 12 | Ben Foster       |     |       |
| HV                | 22 | John O'Shea      |     |       |
| HV                | 5  | Rio Ferdinand    |     |       |
| HV                | 15 | Nemanja Vidić    | 43' |       |
| HV                | 3  | Patrice Evra     |     |       |
| TV                | 13 | Park Ji-sung     |     | 62'   |
| TV                | 8  | Anderson         | 36' | 90+3' |
| TV                | 24 | Darren Fletcher  |     |       |
| TV                | 11 | Ryan Giggs       |     |       |
| TĐ                | 10 | Wayne Rooney     |     |       |
| TĐ                | 9  | Dimitar Berbatov |     | 78'   |
| Dự bị:            |    |                  |     |       |
| TM                | 29 | Tomasz Kuszczak  |     |       |
| HV                | 2  | Gary Neville     |     |       |
| HV                | 23 | Jonny Evans      |     |       |
| TV                | 16 | Michael Carrick  |     | 90+3' |
| TV                | 17 | Nani             |     |       |
| TV                | 25 | Antonio Valencia |     | 62'   |
| TĐ                | 7  | Michael Owen     |     | 78'   |
| Huấn luyện vien:  |    |                  |     |       |
| Sir Alex Ferguson |    |                  |     |       |

| TM               | 1  | Shay Given            |     |     |
| HV               | 2  | Micah Richards        |     |     |
| HV               | 19 | Joleon Lescott        |     |     |
| HV               | 28 | Kolo Touré            |     |     |
| HV               | 3  | Wayne Bridge          |     |     |
| TV               | 18 | Gareth Barry          |     |     |
| TV               | 34 | Nigel de Jong         |     | 83' |
| TV               | 8  | Shaun Wright-Phillips |     |     |
| TV               | 7  | Stephen Ireland       |     |     |
| TV               | 39 | Craig Bellamy         | 55' |     |
| TĐ               | 32 | Carlos Tevez          | 27' |     |
| Dự bị:           |    |                       |     |     |
| TM               | 12 | Stuart Taylor         |     |     |
| HV               | 5  | Pablo Zabaleta        |     |     |
| HV               | 15 | Javier Garrido        |     |     |
| HV               | 16 | Sylvinho              |     |     |
| TV               | 17 | Martin Petrov         |     | 83' |
| TV               | 40 | Vladimír Weiss        |     |     |
| TĐ               | 50 | David Ball            |     |     |
| Huấn luyện viên: |    |                       |     |     |
| Mark Hughes      |    |                       |     |     |

| Cầu thủ hay nhất trận - Darren Fletcher (Manchester United) Các trọng tài của trận đấu - Trợ lý trọng tài: - Phil Sharp - David Richardson - Trọng tài thứ tư: - Alan Wiley (Staffordshire) | Quy định trận đấu - 90 phút thi đấu - Không có thêm thời gian hoặc phạt đền - Bảy cầu thủ dự bị - Thay người tối đa 3 lần |

### Thống kê
| Thống kê          | Manchester United | Manchester City |
| ----------------- | ----------------- | --------------- |
| Số bàn thắng      | 4                 | 3               |
| Kiểm soát bóng    | 59.5%             | 40.5%           |
| Sút trúng đích    | 8                 | 4               |
| Sút ra ngoài      | 10                | 4               |
| Cú sút bị chặn    | 6                 | 3               |
| Phạt góc          | 11                | 1               |
| Lỗi               | 15                | 16              |
| Ngăn cản          | 14                | 26              |
| Việt vị           | 0                 | 1               |
| Thẻ vàng          | 2                 | 2               |
| Thẻ đỏ            | 0                 | 0               |
| Nguồn: Sky Sports |                   |                 |